# Točak (planinski vrh)
Točak je jedan od vrhova hrvatske planine Papuk, koja se proteže kroz Slavoniju u Hrvatskoj. Točak je visok 887 metara i nalazi se u Virovitičko-podravskoj županiji na samoj granici s Požeško-slavonskom županijom u zapadnom dijelu Parka prirode Papuk južno od Voćina.